# Keila (wodospad)
Keila (est. Keila juga) – wodospad w północnej Estonii, na rzece Keila w pobliżu jej ujścia do zatoki Lohusalu. Położony jest w miejscowości Keila-Joa, w prowincji Harjumaa.
Wodospad ma 6 m wysokości i około 60–70 m szerokości. Jest trzecim pod względem wielkości wodospadem w Estonii po wodospadach Narwa i Jägala. 
Przy wodospadzie działa niewielka hydroelektrownia o mocy 365 kW, która została uruchomiona w 1928 roku. Zaprzestała działalności w latach 90. XX wieku. Została odnowiona i ponownie uruchomiona w 2006 roku. 
W sąsiedztwie wodospadu znajduje się dwór w stylu neogotyckim powstały w latach 30. XIX wieku według projektu Andreia Stackenschneidera. W pobliżu wodospadu przebiega również trzykilometrowa ścieżka przyrodnicza w parku Keila-Joa.